# Parc sportif de Karhula
Le terrain de sport de Karhula (finnois : Karhulan keskuskenttä) est un stade situé dans le quartier de Karhula à  Kotka en Finlande.

## Présentation
Le terrain a été construit à la fin des années 1940 et les Jeux de Kaleva y ont été organisés en 1949.
En 2010, un terrain de football en gazon artificiel a été construit à côté du terrain de sport.
Le terrain de sport comprend: 
- Piste d'athlétisme de 400 mètres
- Sites : saut en longueur, triple saut, saut à la perche, saut en hauteur, javelot, javelot, disque et lancer du poids
- Surface gazonnée : 64 x 100 m

Le terrain dispose d'une tribune couverte avec des installations sanitaires, une cafétéria et d'équipements modernes de service et de mesure des résultats.
De plus, dans la zone du terrain de sport, il y a une salle de sport, des escaliers de fitness, un terrain de sport en gazon artificiel (football, basket-ball, volley-ball) et un terrain de basket. En hiver, une patinoire est aménagée sur le terrain de basket.
Le terrain est bordé par le parc Jokipuisto.
Il est à proximité de la route régionale 170 et de la route nationale 7.